# Notophyllum crypticum
Notophyllum crypticum är en ringmaskart som beskrevs av Nygren, Eklöf och Pleijel 20. Notophyllum crypticum ingår i släktet Notophyllum och familjen Phyllodocidae. Inga underarter finns listade i Catalogue of Life.